# Мегиддо (аэропорт)
Мегиддо (ивр. שדה התעופה מגידו‎) — израильский аэропорт, расположенный возле Мегиддо и в 3 километрах к юго-западу от Афулы в Изреельской долине. 

## История
Аэропорт Мегиддо был открыт в 1942 году и выступал в качестве вспомогательного лётного поля для авиабазы Рамат-Давид. 11 октября 1989 года пилот сирийского МиГ-23 бежал в Израиль, приземлившись в Мегиддо. Истребитель пролетел незамеченным 7 минут над воздушным пространством Израиля и был обнаружен только лишь когда садился на аэродром, это привело в ярость министра обороны Израиля Ицхака Рабина, который потребовал от начальника генштаба Дана Шомрона начать немедленное разбирательство из за бездействия системы ПВО. В дальнейшем самолёт был переведен в испытательный центр ВВС Израиля для испытаний, а в настоящее время экспонируется в музее ВВС на авиабазе Хацерим. В конце 1980-х годов аэропорт был выведен из под управления ВВС Израиля и передан в гражданское использование. 
В настоящее время аэропорт используется для полётов частной и сельскохозяйственной авиации.